# Hudson & Rex
Hudson & Rex es una serie de televisión canadiense de policía procesal, basada en Komissar Rex. Fue estrenada el 25 de marzo de 2019 por Citytv. Está protagonizada por John Reardon y Diesel vom Burgimwald. 
Shaftesbury y Pope Productions anunciaron el 20 de mayo de 2019 que la serie había sido renovada para una segunda temporada, la cual se estrenó el 24 de septiembre de 2019.

## Sinopsis
Charlie Hudson (John Reardon) es un detective de la policía criminal del departamento de Saint John's que siempre ha querido hacer este trabajo. Sin embargo, el perro pastor alemán Rex, después de la muerte de K9, el humano con el que trabajaba, está destinado a ser sacrificado. Hudson se encuentra con el animal y decide mantenerlo con él, salvándolo. Una elección correcta porque el perro demostrará ser muy útil para resolver la investigación. A ambos se unirán el superintendente Joseph Donovan (Kevin Hanchard), la jefa de policía científica Sarah Truong (Mayko Nguyen) y el experto en informática Jesse Mills (Justin Kelly).

## Reparto
- John Reardon como Charlie Hudson
- Mayko Nguyen como Sarah Truong
- Kevin Hanchard como Joseph Donovan
- Justin Kelly como Jesse Mills
- Diesel vom Burgimwald como Rex
- Raven Dauda como Jan Renley

## Episodios
| Temporada | Temporada | Episodios | Emisión original         | Emisión original    | Rfs.  |
| Temporada | Temporada | Episodios | Primera emisión          | Última emisión      | Rfs.  |
| --------- | --------- | --------- | ------------------------ | ------------------- | ----- |
|           | 1         | 13        | 25 de marzo de 2019      | 25 de julio de 2019 | [ 5 ] |
|           | 2         | 19        | 24 de septiembre de 2019 | 24 de marzo de 2020 | [ 6 ] |
|           | 3         | 16        | 5 de enero de 2021       | 20 de abril de 2021 |       |
|           | 4         | 16        | 7 de octubre de 2021     | 19 de abril de 2022 |       |
|           | 5         | 20        | 25 de septiembre de 2022 | 25 de abril de 2023 |       |
|           | 6         | 16        | 4 de octubre de 2023     | 30 de abril de 2024 |       |

## Producción

### Casting
Diesel vom Burgimwald (Rex) es el decimoquinto descendiente del perro pastor alemán que protagonizó el Comisario Rex en el que se basa Hudson & Rex. El animal recibió entrenamiento de movilidad antes de ser elegido como Rex.

### Rodaje
El rodaje comenzó en octubre de 2018 en Terranova y Labrador.

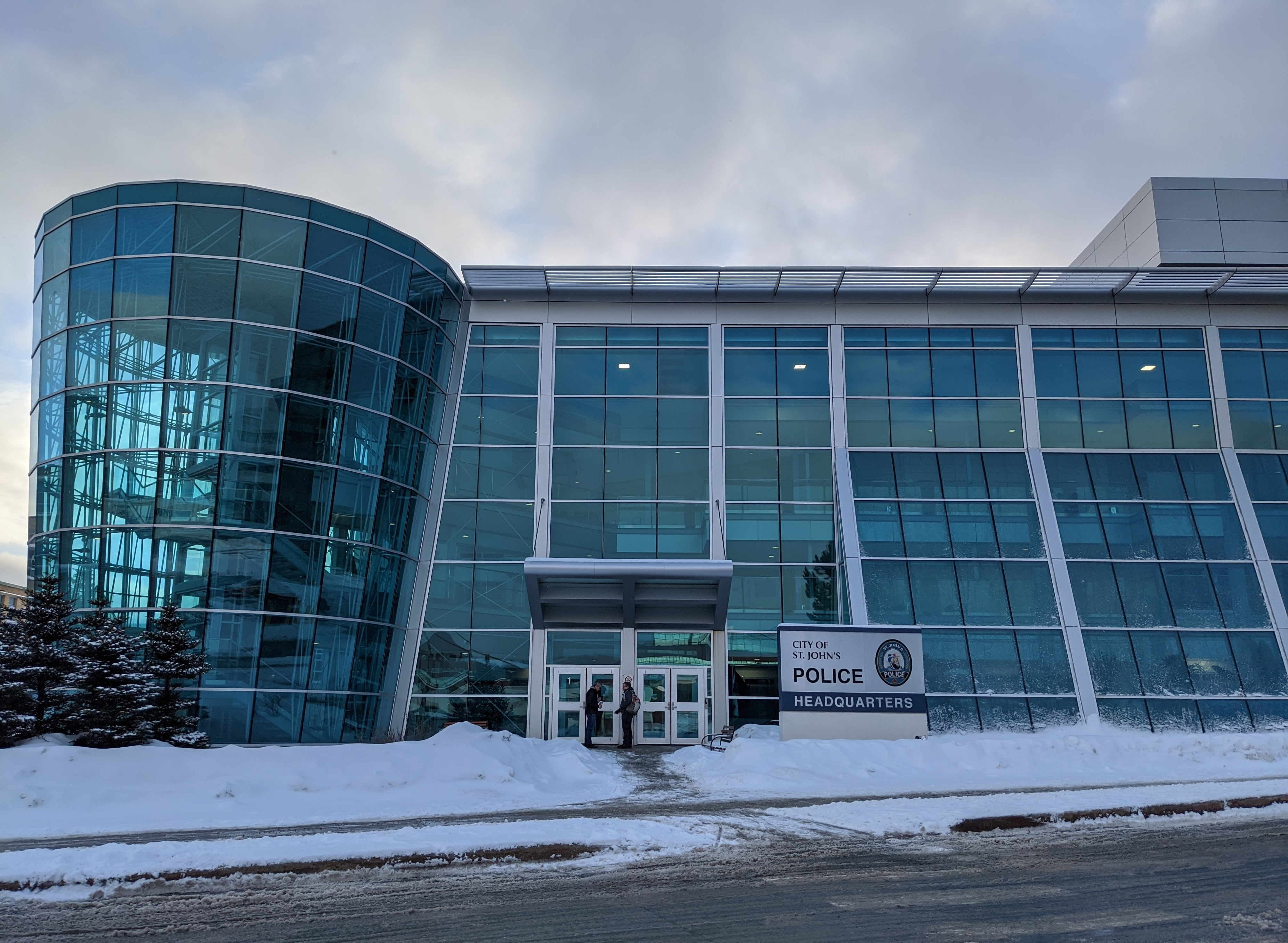
La Memorial University of Newfoundland simula ser el Departamento de Policía de St. John's.

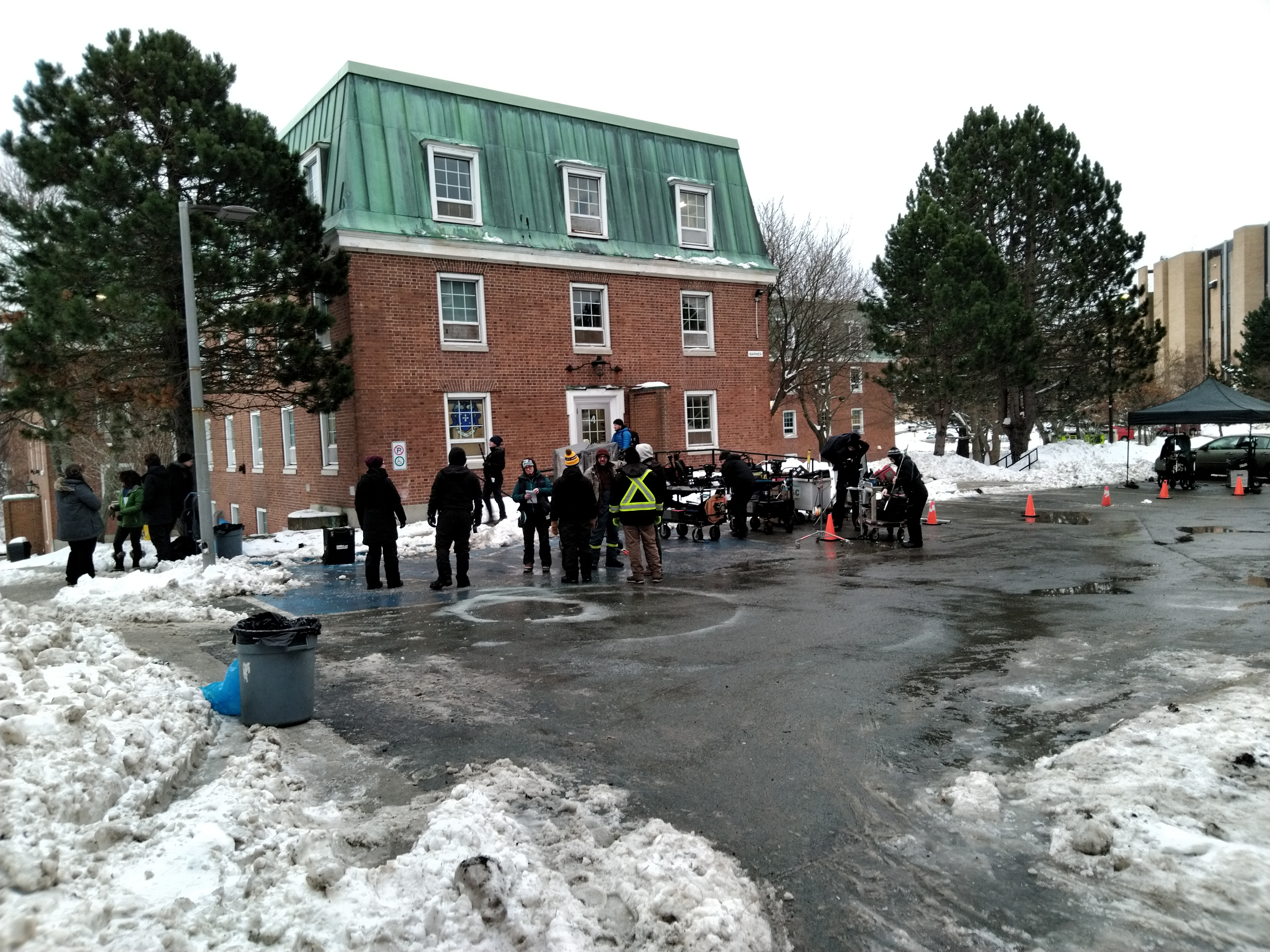
Rodaje en Paton College

Hudson y Rex filman en varios lugares de la ciudad de St. John's, principalmente en el campus de la Universidad Memorial de Newfoundland . El Centro Bruneau (anteriormente el Centro INCO) funciona como la sede del Departamento de Policía ficticio de San Juan, mientras que el resto del campus se ha utilizado para retratar la igualmente ficticia Heritage University of Newfoundland y Labrador. 
Las locaciones de filmación de Hudson & Rex tiene n lugar en diferentes puntos de San Juan de Terranova. Se filma, principalmente en el campus de la Memorial University of Newfoundland, que simula ser la sede del Departamento de Policía de St. John, mientras que el resto retrata el campus de la Heritage University of Newfoundland y Labrador. 

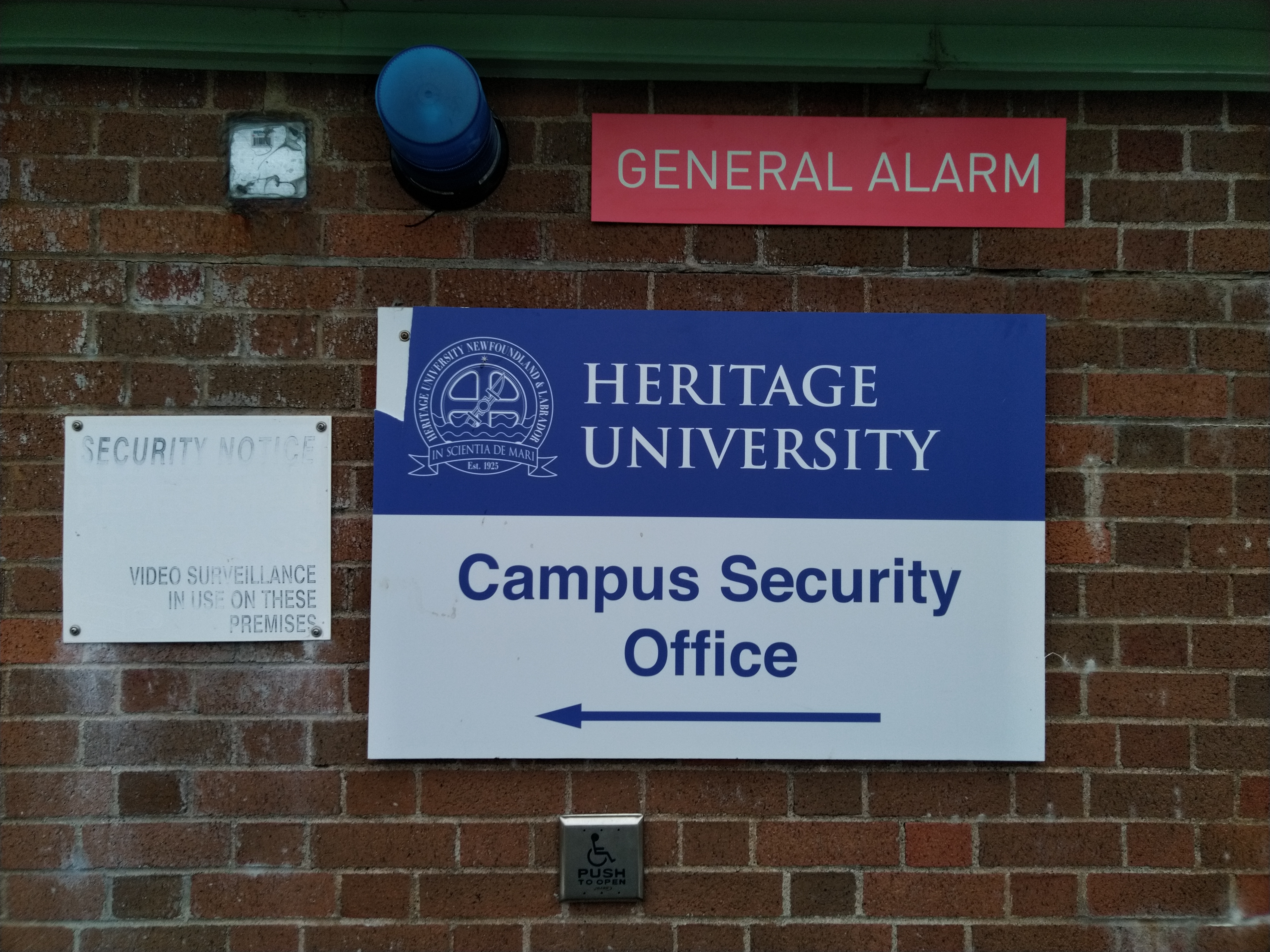
Letrero de la institución ficticia, Heritage University.